# Bogny-sur-Meuse
Pour les articles homonymes, voir Bogny.
Bogny-sur-Meuse est une commune française, située dans le département des Ardennes en région Grand Est. 
Issue de la fusion des communes de Château-Regnault, Braux et Levrezy au 1er janvier 1967, Bogny-sur-Meuse est connue pour ses sites liés à la légende médiévale des quatre fils Aymon, comme l'Hermitage, la statue du cheval Bayard et les quatre pics symbolisant les quatre frères. 

## Géographie

### Localisation

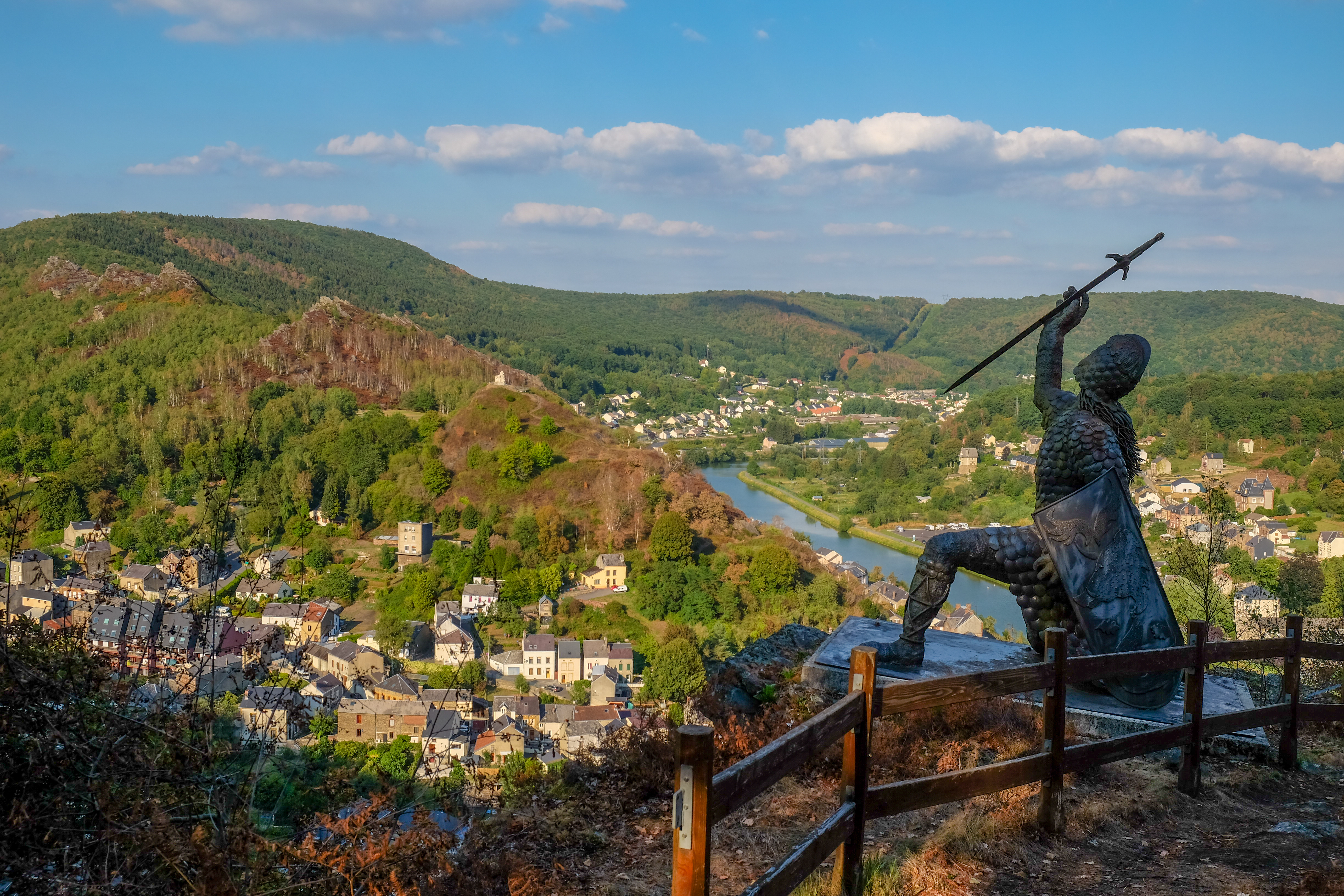
Bogny-sur-Meuse, vue depuis le site de l'Ermitage

Bogny-sur-Meuse se situe au sein du Massif ardennais, dans une zone forestière vallonnée, traversée par la Meuse proche de la frontière franco-belge.
Bogny-sur-Meuse a adhéré à la charte du parc naturel régional des Ardennes, à sa création en décembre 2011.
La commune est la ville-centre de l'unité urbaine de Bogny-sur-Meuse et se trouve dans l'aire d'attraction de Charleville-Mézières, dans sa zone d'emploi et dans son bassin de vie.

### Communes limitrophes
Les communes limitrophes sont  Charleville-Mézières, Damouzy, Haulmé, Joigny-sur-Meuse, Monthermé, Neufmanil, Nouzonville, Sécheval et Tournavaux.

### Géologie et relief

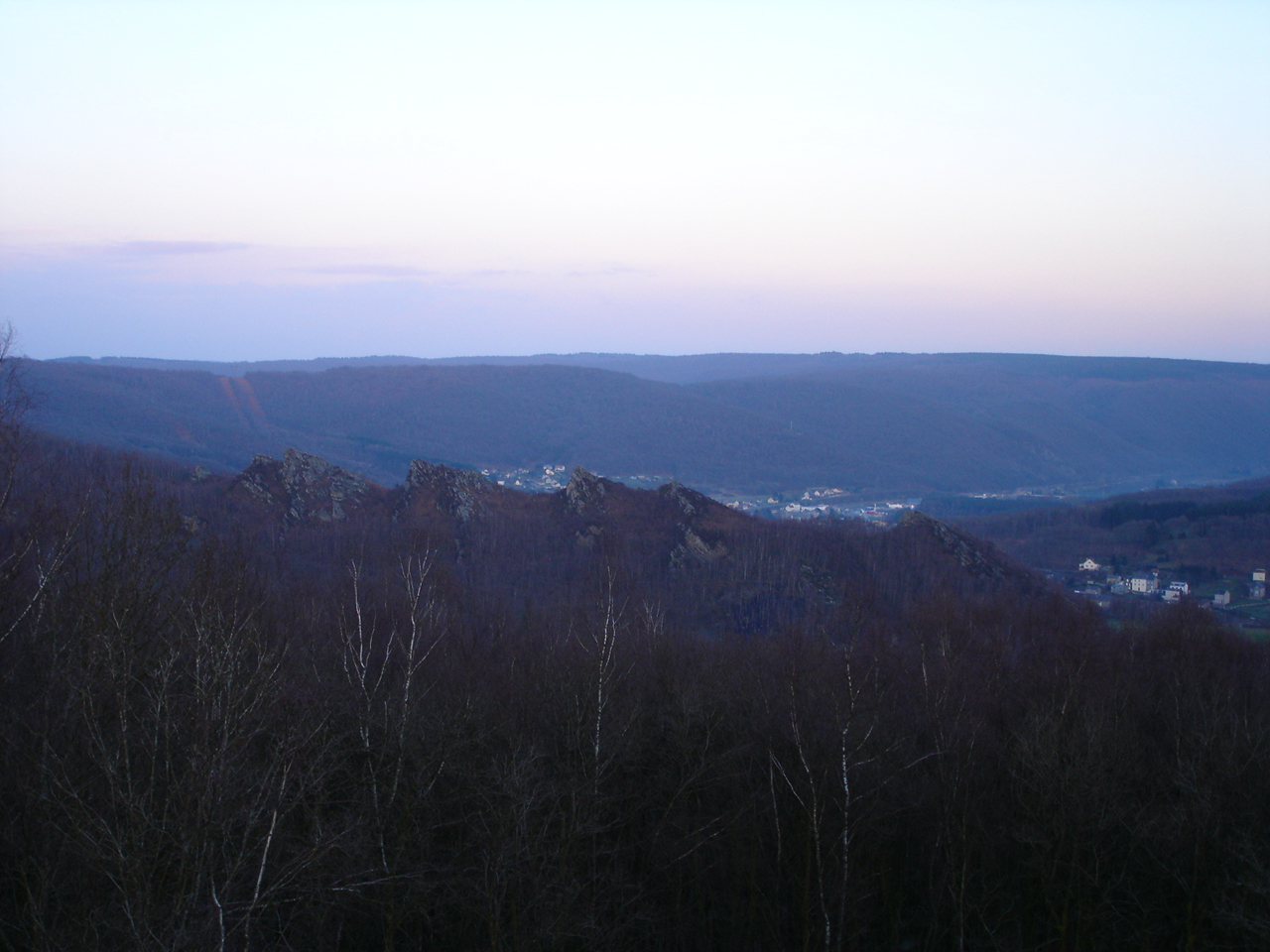
Site des Quatre fils Aymon.

La superficie de la commune est de 23,16 km2 ; son altitude varie de 132  à   396 mètres. 
Le territoire de la commune de Bogny-sur-Meuse est situé à la limite de substrats du Cambrien et du Dévonien. La ligne de partage orientée nord-ouest - sud-est passe par l'Ermitage, les carrières des Pleines Roches au-dessus du château Marcadet, le ruisseau de la Retorse à Tournavaux et le Corpia.
Au nord de cette limite, c'est le Cambrien représenté par les étages du Devillien supérieur et du Revinien inférieur (entre 540 et 500 millions d'années). Les roches qui composent ces étages sont des quartzites clairs, parfois blancs, des schistes verts et des phyllades ou schistes gris et verts.
Au sud, le Dévonien est représenté par des schistes, phyllades et quartzites gris. Les schistes ou phyllades de Levrézy sont souvent calcareux.
La limite est constituée  par du poudingue : conglomérat de galets plus ou moins roulés qui ont été entraînés par des coulées boueuses dans la mer dévonienne. Cette formation dite de Fépin correspond à la transgression marine du Dévonien inférieur (Siluro-Dévonien). Elle est âgée d'environ 435 millions d'années.
Toutes ces roches ont été transformées par métamorphisme et plissées au cours de deux orogenèses (calédonienne, puis hercynienne).
Au Quaternaire, le cours de la Meuse s'est imposé dans le relief. Des terrasses alluviales aux Grands Ducs, aux Perrières, sur le plateau des Janves ou aux Beaux Sarts témoignent de la présence du fleuve au Mindel, il y a plus de 600 000 ans.
Une structure géologique appelée les Quatre fils Aymon a inspiré un monument. Depuis les hauteurs des Quatre Fils Aymon, on remarque un méandre abandonné dessiné par les ruisseaux des Eparus et de la Soque, avec au centre le sommet des Beaux Sarts.

### Hydrographie

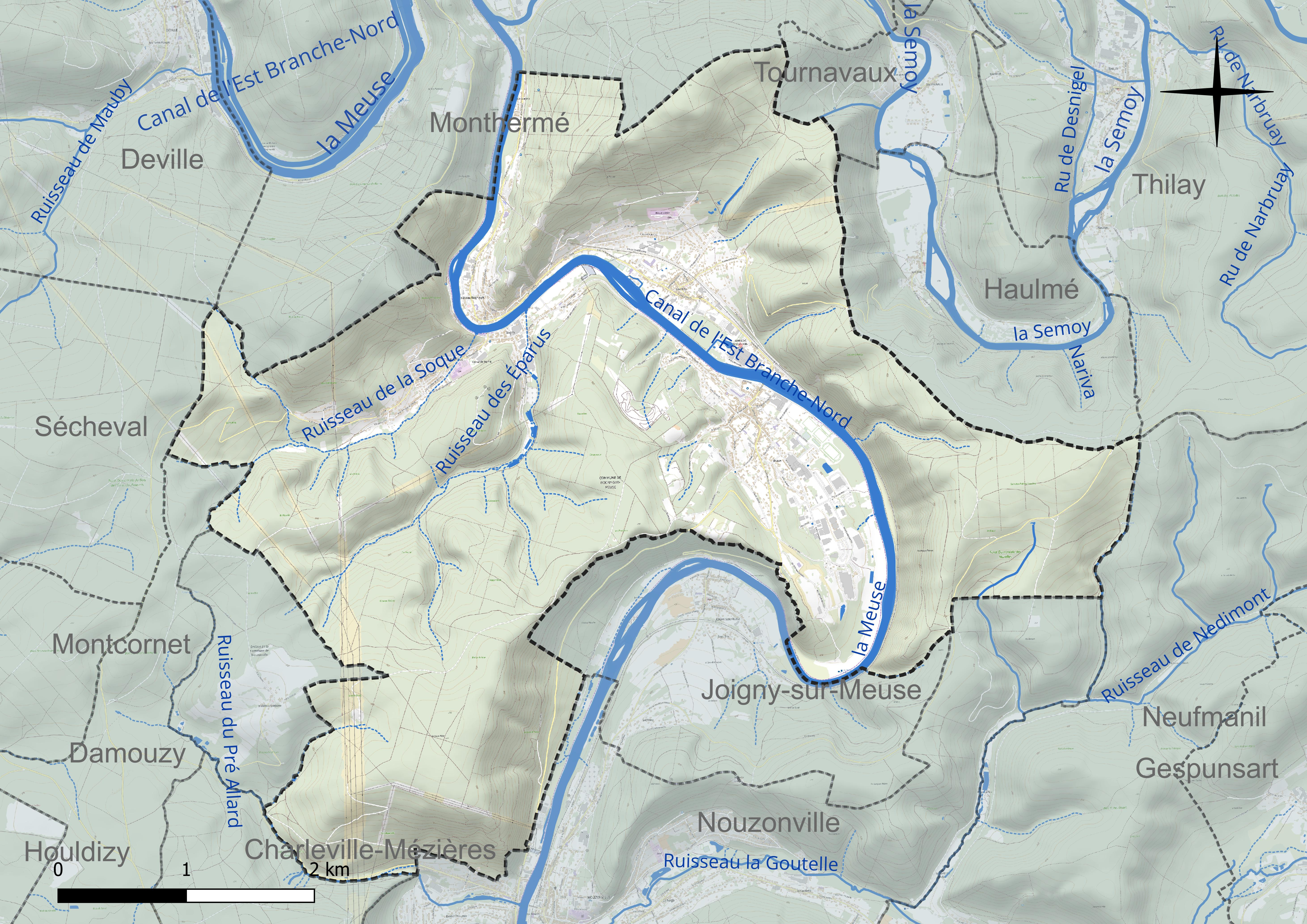
Réseau hydrographique de Bogny-sur-Meuse.

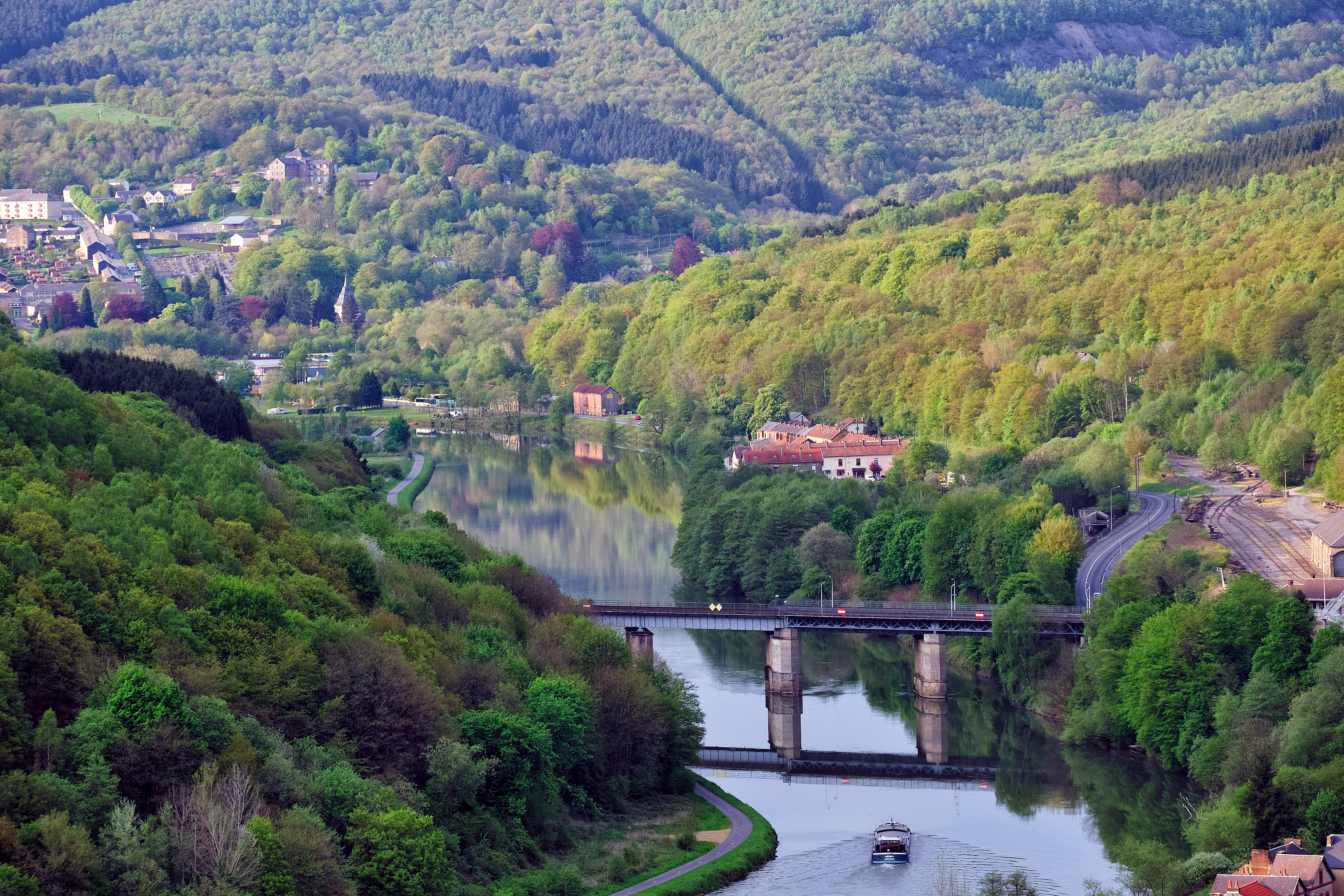
La vallée de la Meuse, vers Monthermé, depuis le point de vue de l'Hermitage.

La commune est dans le bassin versant de la Meuse au sein du bassin Rhin-Meuse. 
Elle est drainée par la Meuse, le canal de l'Est Branche-Nord, le ruisseau du Pre Allard, le ruisseau des Eparus, le ruisseau de la Soque et le ruisseau de Hutin,.
La Meuse, d'une longueur de 486 km dans sa partie française, est un fleuve européen qui prend sa source en France, dans la commune du Châtelet-sur-Meuse, à 409 mètres d'altitude, et se jette dans la mer du Nord après un cours long d'approximativement 950 kilomètres traversant la France, la Belgique et les Pays-Bas. Elle traverse la commune du sud vers le nord sur une longueur d'environ 7,4 km.
Le canal de l'Est Branche-Nord, d'une longueur de 141 km, est un chenal et un cours d'eau naturel navigable qui relie Givet à Troussey, où il rejoint le canal de la Marne au Rhin. Il se superpose, dans la commune, à la Meuse.

### Climat
Pour des articles plus généraux, voir Climat du Grand Est et Climat des Ardennes.
En 2010, le climat de la commune est de type climat de montagne, selon une étude du Centre national de la recherche scientifique s'appuyant sur une série de données couvrant la période 1971-2000. En 2020, Météo-France publie une typologie des climats de la France métropolitaine dans laquelle la commune est exposée à un climat océanique altéré et est dans la région climatique Lorraine, plateau de Langres, Morvan, caractérisée par un hiver rude (1,5 °C), des vents modérés et des brouillards fréquents en automne et hiver.
Pour la période 1971-2000, la température annuelle moyenne est de 9,9 °C, avec une amplitude thermique annuelle de 15,7 °C. Le cumul annuel moyen de précipitations est de 934 mm, avec 13,7 jours de précipitations en janvier et 9,6 jours en juillet. Pour la période 1991-2020, la température moyenne annuelle observée sur la station météorologique de Météo-France la plus proche, « Charleville-Méz. », sur la commune de Charleville-Mézières à 10 km à vol d'oiseau, est de 9,9 °C et le cumul annuel moyen de précipitations est de 928,4 mm. 
La température maximale relevée sur cette station est de 39,2 °C, atteinte le 25 juillet 2019 ; la température minimale est de −17,5 °C, atteinte le 1er janvier 1997,,.
Les paramètres climatiques de la commune ont été estimés pour le milieu du siècle (2041-2070) selon différents scénarios d'émission de gaz à effet de serre à partir des nouvelles projections climatiques de référence DRIAS-2020. Ils sont consultables sur un site dédié publié par Météo-France en novembre 2022.

## Urbanisme

### Typologie
Au 1er janvier 2024, Bogny-sur-Meuse est catégorisée petite ville, selon la nouvelle grille communale de densité à 7 niveaux définie par l'Insee en 2022.
Elle appartient à l'unité urbaine de Bogny-sur-Meuse, une agglomération intra-départementale dont elle est ville-centre,. 
Par ailleurs la commune fait partie de l'aire d'attraction de Charleville-Mézières, dont elle est une commune de la couronne,. Cette aire, qui regroupe 132 communes, est catégorisée dans les aires de 50 000 à moins de 200 000 habitants,.

### Occupation des sols

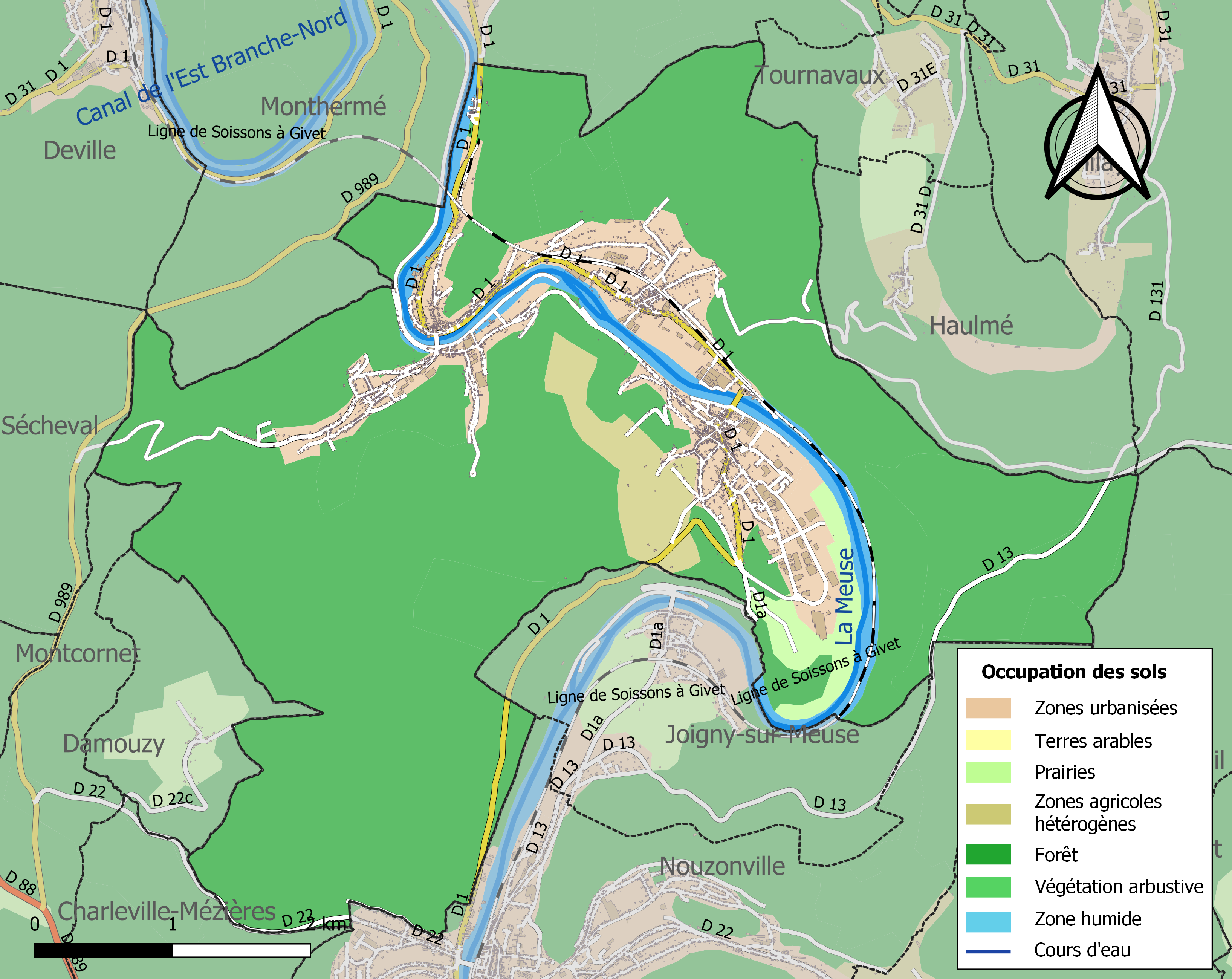
Carte des infrastructures et de l'occupation des sols de la commune en 2018 (CLC).

L'occupation des sols de la commune, telle qu'elle ressort de la base de données européenne d’occupation biophysique des sols Corine Land Cover (CLC), est marquée par l'importance des forêts et milieux semi-naturels (78,4 % en 2018), une proportion sensiblement équivalente à celle de 1990 (79,1 %). 
La répartition détaillée en 2018 est la suivante : forêts (78,4 %), zones urbanisées (10,9 %), eaux continentales (4,2 %), zones agricoles hétérogènes (3 %), prairies (2 %), zones industrielles ou commerciales et réseaux de communication (1,5 %). 
L'évolution de l’occupation des sols de la commune et de ses infrastructures peut être observée sur les différentes représentations cartographiques du territoire : la carte de Cassini (XVIIIe siècle), la carte d'état-major (1820-1866) et les cartes ou photos aériennes de l'IGN pour la période actuelle (1950 à aujourd'hui).

### Habitat et logement
En 2021, le nombre total de logements dans la commune était de 2 638, alors qu'il était de 2 570 en 2016 et de 2 506 en 2011. 
Parmi ces logements, 83,4 % étaient des résidences principales, 0,8 % des résidences secondaires et 15,8 % des logements vacants. Ces logements étaient pour 75,2 % d'entre eux des maisons individuelles et pour 20,4 % des appartements. 
Le tableau ci-dessous présente la typologie des logements à Bogny-sur-Meuse en 2021 en comparaison avec celle des Ardennes et de la France entière. Une caractéristique marquante du parc de logements est ainsi la faible proportion des résidences secondaires et logements occasionnels (0,8 %) par rapport au département (3,7 %) et à la France entière (9,7 %). 
| Typologie                                               | Bogny-sur-Meuse | Ardennes | France entière |
| ------------------------------------------------------- | --------------- | -------- | -------------- |
| Résidences principales (en %)                           | 83,4            | 84,7     | 82,2           |
| Résidences secondaires et logements occasionnels (en %) | 0,8             | 3,7      | 9,7            |
| Logements vacants (en %)                                | 15,8            | 11,6     | 8,1            |

### Transports
La commune est desservie par la RD 1, qui suit la rive droite de la Meuse.
La gare de Bogny-sur-Meuse (anciennement gare de Braux-Levrezy), située sur la ligne de Soissons à Givet est desservie par des trains TER Grand Est qui circulent entre les gares de Charleville-Mézières et Givet, via Revin.
Bogny se trouve sur la partie navigable de la Meuse et est desservie par une ligne d'autocars de la Régie Départementale des Transports des Ardennes qui relie Charleville-Mézières à Sorendal.

## Toponymie
La Meuse est un fleuve européen qui prend sa source en France et se jette dans la mer du Nord après un cours long d'approximativement 950 kilomètres traversant la France, la Belgique et les Pays-Bas, elle traverse la commune du sud vers le nord sur une longueur d'environ 7,4 km.
Le nom de Braux vient du terme de langue d'oïl bro, qui désigne un marc (de raisin, de bière), mais aussi les boues, et qui est d’origine gauloise.

## Histoire

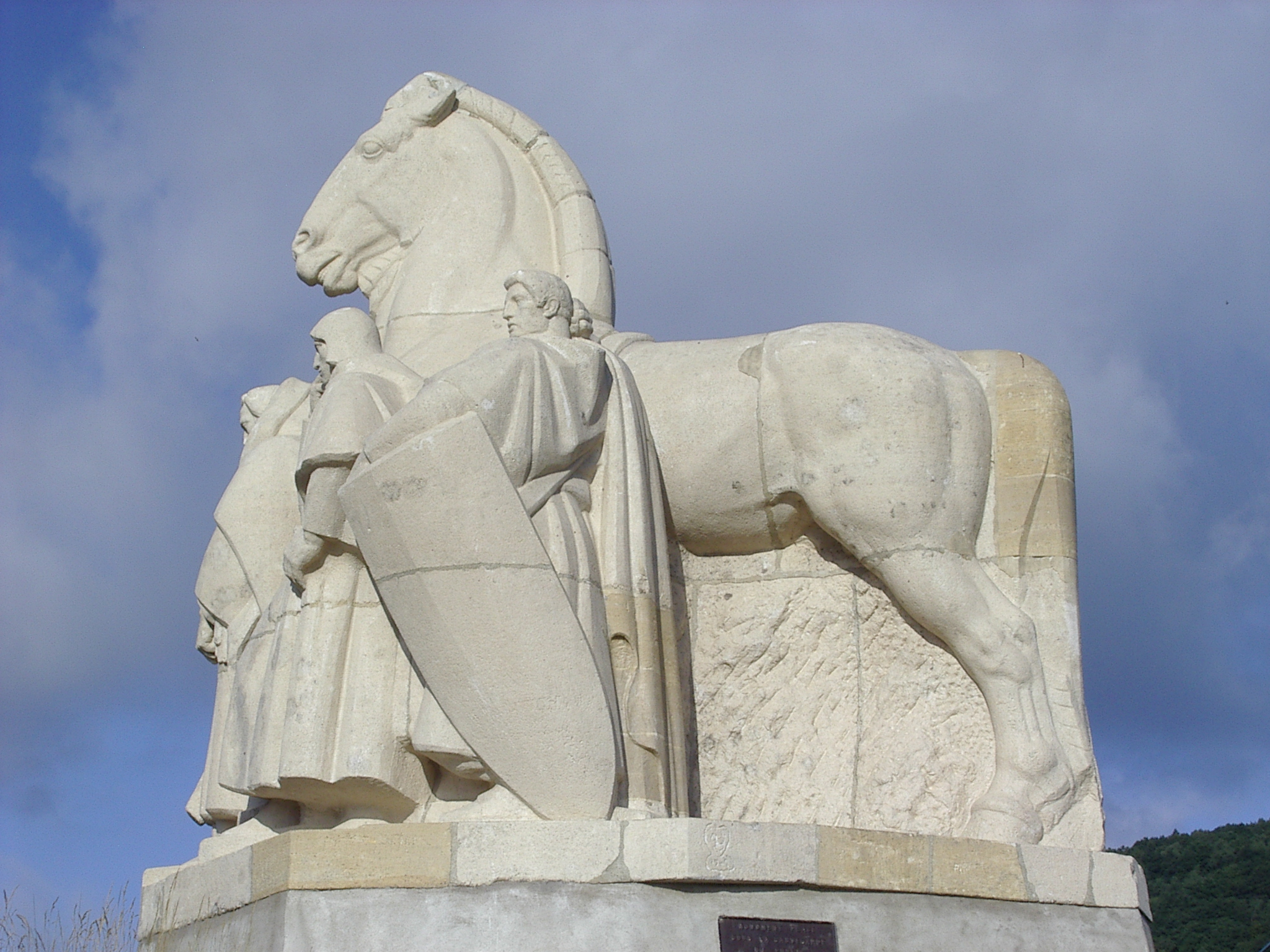
Statue du cheval Bayard (1933).

Bogny-sur-Meuse résulte de la fusion de trois villages : Château-Regnault-Bogny, Braux et Levrézy. Cette fusion s'est opérée en 1967.
Jusqu'en 1629, Château-Regnault appartenait à une principauté indépendante, la principauté de Château-Regnault.
Sur l'emplacement actuel du monument de la statue du cheval Bayard se dressait la forteresse de Château-Regnault.  Lors de l'érection du monument en 1933, quelques trouvailles ont été faites : monnaies, épées, pointes de flèches, vaisselle, et quelques os d'animaux. D'autres trouvailles ont été faites à diverses périodes de l'histoire (XIXe siècle, XXe siècle) sur ce même site, montrant une occupation antérieure à l'époque médiévale de ce nid d'aigle, d'une surface pourtant assez réduite.
Les derniers souverains de cette principauté furent François de Bourbon, prince de Conti et Louise Marguerite de Lorraine. Le prince de Conti était un prince du sang royal, son cousin germain n'était autre que le roi Henri IV. De son côté, la princesse était la fille du précédent souverain de Château-Regnault, Henri le Balafré. Le règne du prince dura jusqu'en 1614. Devenue veuve, son épouse conserva la principauté jusqu'à la date de 1629, où elle la céda au roi Louis XIII.
Au XIXe siècle, une activité métallurgique se développe sur les rives de la Meuse, avec notamment la fabrication de boulons et des ateliers appelés familièrement des boutiques. Elle se substitue à une fabrication quasi-artisanale, dans des échoppes de cloutiers. La grosse boutique, des entrepreneurs Maré et Joseph, anciens cloutiers eux-mêmes, devient assez rapidement la boulonnerie la plus importante du département. Son activité cesse presque entièrement durant la Deuxième Guerre mondiale. L'usine ferme ses portes en 1953. Concernant les autres entreprises mitoyennes, une bonne partie a aujourd'hui fermé ses portes, mais quelques-unes subsistent et maintiennent cette tradition ouvrière et ce savoir-faire métallurgique.
En mars 2020, la commune connait un cas de coronavirus qui devient symboliquement le premier du département.

### Exode des habitants
Au cours de la Seconde Guerre mondiale, entre le 10 et 15 mai 1940, les habitants de Bogny-sur-Meuse sont dirigés vers Saint-Gilles-Croix-de-Vie, Sallertaine et Challans.

## Politique et administration

### Rattachements administratifs et électoraux
Braux fusionne avec les communes de Château-Regnault et Levrézy, le 1er janvier 1967, pour former l'actuelle commune de Bogny-sur-Meuse.

#### Rattachements administratifs
La commune se trouve  dans l'arrondissement de Charleville-Mézières du département des Ardennes.  
Elle faisait partie depuis 1793 du canton de Monthermé. Dans le cadre du redécoupage cantonal de 2014 en France, cette circonscription administrative territoriale a disparu, et le canton n'est plus qu'une circonscription électorale.

#### Rattachements électoraux
Pour les élections départementales, la commune est depuis 2014 le bureau centralisateur du canton de Bogny-sur-Meuse.
Pour l'élection des députés, elle fait partie de la deuxième circonscription des Ardennes.

### Intercommunalité
Bogny-sur-Meuse était membre de la communauté de communes Meuse et Semoy, un établissement public de coopération intercommunale (EPCI) à fiscalité propre créé en 2001 et auquel la commune avait transféré un certain nombre de ses compétences, dans les conditions déterminées par le code général des collectivités territoriales.
Dans le cadre des dispositions de la loi portant nouvelle organisation territoriale de la République du 7 août 2015, qui prévoit que les établissements publics de coopération intercommunale (EPCI) à fiscalité propre doivent avoir un minimum de 15 000 habitants, cette intercommunalité a fusionné avec la communauté de communes Portes de France pour former, le 1er janvier 2017, la communauté de communes Vallées et Plateau d'Ardenne, dont est désormais membre la commune.

### Tendances politiques et résultats
Aux  élections municipales de 2014 dans les Ardennes, la liste DVG menée par le maire sortant Erik Pilardeau est la seule candidate et obtient la totalité des 1 289 suffrages exprimés. Ses 29 membres sont donc élus et 12 d'entre eux siègent également à l'intercommunalité.
Lors de ce scrutin, 54,69 % des électeurs se sont abstenus et 21,78 % des votants ont choisis un bulletin blanc ou nul.
Au premier tour des  élections municipales de 2020 dans les Ardennes, la liste DVG menée par Kévin Gengoux obtient la majorité absolue des suffrages exprimés avec 987 voix (66,19 %, 24 conseillers municipaux élus dont 8 communautaires), devançant très largement celle SE menée par  Francis Rouschop, qui a obtenue 504 voix (33,80 %, 5 conseillers municipaux élus dont 2 communautaires).
Lors de ce scrutin marqué par la pandémie de Covid-19 en France, 54,22 % des électeurs se sont abstenus.

#### Récapitulatif des résultats électoraux récents
| Scrutin             | 1er tour | 1er tour | 1er tour  | 1er tour  | 1er tour  | 1er tour  | 1er tour  | 1er tour  | 2d tour     | 2d tour     | 2d tour     | 2d tour     | 2d tour     | 2d tour     |
| Scrutin             | 1er      | %        | 2e        | %         | 3e        | %         | 4e        | %         | 1er         | %           | 2e          | %           | 3e          | %           |
| Municipales 2014    | PS       | 100      | Pas de 2e | Pas de 2e | Pas de 3e | Pas de 3e | Pas de 4e | Pas de 4e | Tour unique | Tour unique | Tour unique | Tour unique | Tour unique | Tour unique |
| Européennes 2014    | FN       | 41,90    | UMP       | 14,68     | PS        | 13,43     | EELV      | 6,94      | Tour unique | Tour unique | Tour unique | Tour unique | Tour unique | Tour unique |
| Régionales 2015     | FN       | 53,67    | PS        | 16,15     | LR        | 12,19     | FG        | 5,80      | FN          | 51,96       | LR          | 24,55       | DVG         | 23,50       |
| Présidentielle 2017 | FN       | 43,63    | LFI       | 23,47     | EM        | 14,22     | LR        | 8,41      | FN          | 63,67       | EM          | 36,33       | Pas de 3e   | Pas de 3e   |
| Législatives 2017   | FN       | 26,83    | LR        | 23,27     | LREM      | 18,22     | LFI       | 14,45     | LR          | 69,78       | LREM        | 30,22       | Pas de 3e   | Pas de 3e   |
| Européennes 2019    | RN       | 49,84    | LREM      | 8,88      | EELV      | 7,25      | LFI       | 7,05      | Tour unique | Tour unique | Tour unique | Tour unique | Tour unique | Tour unique |
| Municipales 2020    | DVG      | 66,19    | SE        | 33,80     | Pas de 3e | Pas de 3e | Pas de 4e | Pas de 4e | Tour unique | Tour unique | Tour unique | Tour unique | Tour unique | Tour unique |
| Régionales 2021     | RN       | 31,02    | LR        | 25,26     | LFI       | 13,16     | EELV      | 10,22     | RN          | 38,84       | LR          | 34,57       | EELV        | 21,73       |
| Présidentielle 2022 | RN       | 47,53    | LFI       | 17,78     | LREM      | 14,51     | REC       | 6,58      | RN          | 71,74       | LREM        | 28,26       | Pas de 3e   | Pas de 3e   |
| Législatives 2022   | LR       | 44,26    | RN        | 29,05     | NUPES     | 14,98     | LREM      | 7,22      | LR          | 64,74       | RN          | 35,26       | Pas de 3e   | Pas de 3e   |
| Européennes 2024    | RN       | 60,13    | RE        | 7,33      | PS        | 6,18      | LFI       | 5,46      | Tour unique | Tour unique | Tour unique | Tour unique | Tour unique | Tour unique |
| Législatives 2024   | RN       | 51,68    | DVD       | 27,33     | NFP       | 12,46     | RE        | 6,75      | RN          | 55,50       | DVD         | 44,50       | Pas de 3e   | Pas de 3e   |
| ------------------- | -------- | -------- | --------- | --------- | --------- | --------- | --------- | --------- | ----------- | ----------- | ----------- | ----------- | ----------- | ----------- |

### Liste des maires
| Période      | Période                      | Identité        | Étiquette             | Qualité |
| ------------ | ---------------------------- | --------------- | --------------------- | --- |
| janvier 1967 | mars 1977                    | René Hugot      | SFIO → PS             | Commerçant, représentant Résistant Conseiller général de Monthermé (1949 → 1967) Ancien maire de Braux (1945 → 1966) Croix du combattant volontaire de la Résistance Chevalier de la Légion d'honneur Officier de l’Ordre national du Mérite                               |
| mars 1977    | mai 1980                     | Abel Decopons,  | PCF                   | Instituteur, directeur d'école, prisonnier de guerre Syndicaliste enseignant, mutualiste Vice-président de l’Association des maires des Ardennes Mort en fonction |
| juin 1980    | mars 1989                    | Gérard Baudoin, | PCF                   | Outilleur-ajusteur puis graveur en matrice, syndicaliste CGT |
| mars 1989    | mars 2001                    | André Patureaux | PS                    | Employé puis secrétaire général de mairie, syndicaliste FO, Mutualiste Officier de l’Ordre national du Mérite Chevalier de la Légion d’honneur |
| mars 2001    | mai 2020                     | Erik Pilardeau  | PS puis DVG puis LREM | Professeur des écoles spécialisé retraité Conseiller général de Monthermé (2004 → 2015) Conseiller départemental de Bogny-sur-Meuse (2015 → 2021) Président de la CC Meuse et Semoy (avant 2013 → 2016) Vice-président de la CC Vallées et Plateau d'Ardenne (2017 → 2020) |
| mai 2020,    | En cours (au 9 janvier 2025) | Kevin Gengoux   | SE                    | Chef de projet infrastructures et réseaux Syndicaliste SDU08 Secrétaire du comité Bogny-Monthermé (Souvenir Français) Conseiller départemental de Bogny-sur-Meuse (2021 → ) Vice-président de la CC Vallées et Plateau d'Ardenne (2020 → )                                 |

## Équipements et services publics

### Enseignement
- Périscolaire;
- école maternelles;
- école primaire;
- Collège (en cours de fermeture).

Lycée le plus proche à Charleville-Mézières (20 km).

### Santé et solidarité
- Cabinet infirmier
- Cabinet de dentiste
- Masseur kinésithérapeute
- Deux pharmacies
- Maison de retraite
- Sage Femme

Hôpital le plus proche : hôpital Manchester à Charleville-Mézières, à vingt kilomètres.

### Équipements sportifs
- Terrain de foot-ball
- Tennis
- Athlétisme
- Danse
- Judo club
- Boulodrome
- Handball

### Logements
- Refuge Des 4 Fils Aymon
- Château RM
- Gîte Les Méandres
- La Cascade Verte
- LA FERME T'CHAUQUET

...

## Population et société

### Démographie
L'évolution du nombre d'habitants est connue à travers les recensements de la population effectués dans la commune depuis 1793. Pour les communes de moins de 10 000 habitants, une enquête de recensement portant sur toute la population est réalisée tous les cinq ans, les populations de référence des années intermédiaires étant quant à elles estimées par interpolation ou extrapolation. Pour la commune, le premier recensement exhaustif entrant dans le cadre du nouveau dispositif a été réalisé en 2008.

En 2022, la commune comptait 4 947 habitants, en évolution de −4,29 % par rapport à 2016 (Ardennes : −2,97 %, France hors Mayotte : +2,11 %).
| 1793  | 1800  | 1806  | 1821  | 1831  | 1836  | 1841  | 1846  | 1851  |
| ----- | ----- | ----- | ----- | ----- | ----- | ----- | ----- | ----- |
| 1 015 | 1 059 | 1 057 | 1 271 | 1 299 | 1 498 | 1 522 | 1 657 | 1 703 |

| 1866  | 1872  | 1876  | 1881  | 1886  | 1891  | 1896  | 1901  | 1906  |
| ----- | ----- | ----- | ----- | ----- | ----- | ----- | ----- | ----- |
| 2 154 | 2 407 | 2 540 | 2 854 | 2 841 | 2 836 | 2 778 | 3 065 | 3 093 |

| 1911  | 1921  | 1926  | 1931  | 1936  | 1946  | 1954  | 1962  | 1968  |
| ----- | ----- | ----- | ----- | ----- | ----- | ----- | ----- | ----- |
| 3 384 | 2 907 | 3 023 | 3 031 | 2 761 | 2 306 | 2 680 | 3 098 | 6 715 |

| 1975  | 1982  | 1990  | 1999  | 2006  | 2008  | 2013  | 2018  | 2022  |
| ----- | ----- | ----- | ----- | ----- | ----- | ----- | ----- | ----- |
| 6 855 | 6 261 | 5 981 | 5 838 | 5 601 | 5 531 | 5 291 | 5 032 | 4 947 |

Les données d'avant la fusion de 1967 concernent l'ancienne commune de Braux.

### Manifestations culturelles et festivités
Le Aymon Folk Festival fête sa quinzième édition en 2012. C'est un festival de musique folk se déroulant sur le site de la platelle des 4 Fils Aymon. Avec une programmation centrée au début sur la mouvance celtique des débuts, qui s'est depuis ouverte à d’autres musiques du monde.

## Économie
Au 24 octobre 2018, la commune abrite le siège de 67 entreprises.  La commune a été le lieu aux XVIIIe et XIXe siècles d'une fabrication quasi-artisanale, dans des échoppes de cloutiers. Cette activité s'est transformée au XIXe siècle, avec la révolution industrielle en France, en une activité métallurgique, dans des ateliers appelés familièrement des boutiques. Une de ces entreprises, la Grosse boutique est ainsi devenue la boulonnerie la plus importante du département. Cette usine a fermé ses portes en 1953. Quelques ateliers autres ont subsisté. Ils ont maintenu une tradition ouvrière et un savoir-faire métallurgique. Implantée depuis le début des années 1990 au sein de la zone industrielle de Braux, une entreprise familiale de forge et d'estampage, les Ateliers des Janves (A.D.J.), s'impose progressivement comme le premier fabricant autonome de bielles en France et le deuxième en Europe. Le 4 septembre 2018, elle est placée en redressement judiciaire,. En novembre 2018, le tribunal de commerce de Paris a donné son accord à  la reprise des Ateliers des Janves par le groupe Walor. Ce même groupe reprend également Ardennes Machining Industries à Vouziers dans le sud du département. Le groupe Walor est un sous-traitant de l'industrie automobile, spécialiste de la forge, de l'usinage, du décolletage et de l'assemblage de pièces métallurgiques. Cette reprise d'activité permet le maintien des emplois concernés,.

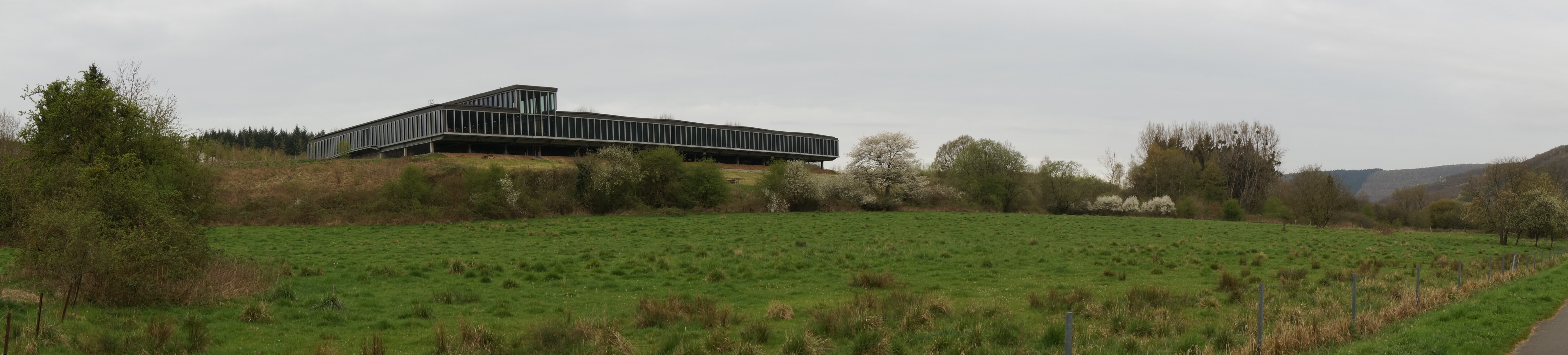
Usine Hermès le long de la Voie verte Trans-Ardennes.

En 2002, le groupe Hermès a mis en place à Bogny-sur-Meuse un atelier, appelé la Maroquinerie des Ardennes. Hermès bénéficie d'une prime à l'aménagement du territoire, pour cette implantation dans une commune ayant alors 17 % de taux de chômage,.
Bogny-sur-Meuse fait partie de la zone franche ardennaise qui incite les entreprises à s'y implanter par des conditions  avantageuses qui leur sont faites.
La commune possède une halte fluviale et diverses zones industrielles :
- Zone artisanale de Braux,
- Quartier de Braux,
- Quartier de Levrezy,
- Quartier de Château-Regnault.

## Culture locale et patrimoine

### Lieux et monuments
Les points de vue sur la Meuse et sur les rochers de l'Ermitage, de La Roche Fendue et  des quatre fils Aymon permettent d'apprécier la vallée de la Meuse.
Un centre d'exposition des minéraux et fossiles des Ardennes complète l'information du visiteur sur l'histoire géologique de cette région.
La commune compte deux monuments historiques : 
- La collégiale Saint-Vivent à Braux  Inscrite MH (1963, y compris la crypte)[50] est une des plus anciennes églises de la vallée de la Meuse, fondée à l'époque carolingienne IXe siècle.

- La maison patronale dite Château Marcadet  Inscrite MH (2000)[51],[52], grande maison bourgeoise réaménagée dans un goût éclectique caractéristique de la deuxième moitié du XIXe siècle pour la famille Marcadet qui a créé à Bogny une importante fabrique de boulons.

On peut également signaler : 
- À l’emplacement de la statue Bayard, sur une pointe, les ruines  d'une forteresse médiévale, la forteresse de Château-Regnault, dominent la vallée de la Meuse. Il ne reste aujourd'hui pratiquement plus de trace de l'édifice. On peut cependant encore observer quelques escaliers taillés à même le schiste, une citerne près du monument et un reste de tour concave taillée elle aussi dans le schiste.

- Église Notre-Dame (Levrézy).

- Chapelle au cimetière (chemin du cimetière) à Levrézy.

- Église Saint-Pierre-aux-Liens (Château-Regnault).

- Au-delà de l'histoire médiévale, l'histoire industrielle de la cité a également laissé des traces. En particulier, l'ancien site  de la Grosse Boutique[53] évoque l'apogée de la boulonnerie avec notamment :
  - l'ancienne coopérative rue Jourdes, aujourd'hui transformée en boucherie,
  - la cense à roma, une ferme qui approvisionnait en produits du terroir les patrons de la grosse boutique, située entre les ruisseaux des Eparus et de la Soque
  - l'ensemble de maisons appartenant aux patrons constituant le bas de la rue Bernisseaux,
  - l'ancienne crèche, rue Bernisseau,
  - Cité ouvrière, rue de l'échelle, qui logeait des salariés de l'usine de boulons Joseph, Maré et Gérard Frères[54].

Un centre culturel et musée de la métallurgie ardennaise a pris place, réhabilitant les anciens locaux de la Société d'Estampage et de Forge Ardennes Champagne.
- Ancienne usine de décolletage Forges et Ateliers de la Vezouze-Laurent Colas et Autier Balteau, 32 rue Jourde, sur la Meuse, construite vers 1920 pour le regroupement de trois ateliers de forge spécialisés dans le matériel de carrosserie hippomobile et la boulonnerie. Ils emploient 163 personnes en 1945 et 31 personnes en 2009[56].

- Ancienne grosse forge et usine d'estampage Raguet, 10 rue Jean Bivoit, construite en 1879 et étendue en 1930. L'entreprise emploie 104 personnes en 1943 et 210 salariés en 2009[57].

- Ancienne usine de décolletage des Etablissements Doudoux-Pierrot, puis Marbaise, rue André Compain, qui fabriquait des écrous pour la boulonnerie à froid et qui est étendue en 1958[58].

- Ancienne grosse forge et usine de décolletage Lenoir et Mernier, puis Société Nouvelle Lenoir et Mernier, actuellement Affel'm, rue Laurent Helmuth[59].

- L'hôtel de ville construit en 1969 sur les plans des architectes André  Croizé et  Bernard  Deknuydt, labellisé architecture contemporaine remarquable  depuis 2023[60] pour accueillir les bureaux de la Compagnie industrielle de gravures chimiques et mécaniques (CIGCEM) jusqu'à sa fermeture en 1981. Après la fusion de 1969, la municipalité d'André Patureaux organisa sa transformation en hôtel de ville, conçue par l'architecte et Éric Lenoir, et inauguré en 1991. Le bâtiment accueille la médiathèque intercommunale  et abrite une sculpture d'Eric Sleziak[61].

- La maroquinerie des Ardennes de la maison Hermès, avenue des Marguerites, construite en 2004 sur les plans des architectes Patrick Berger Jacques  Anziutti, Julien Abinal, Marc Rousseau, Blandine Patriarche-Rémy  et Olivier Leruth. Elle est   labellisée Architecture contemporaine remarquable en 2023[62].

- Maisons du XIXe siècle[63].

- Musée des minéraux, roches et fossiles des Ardennes

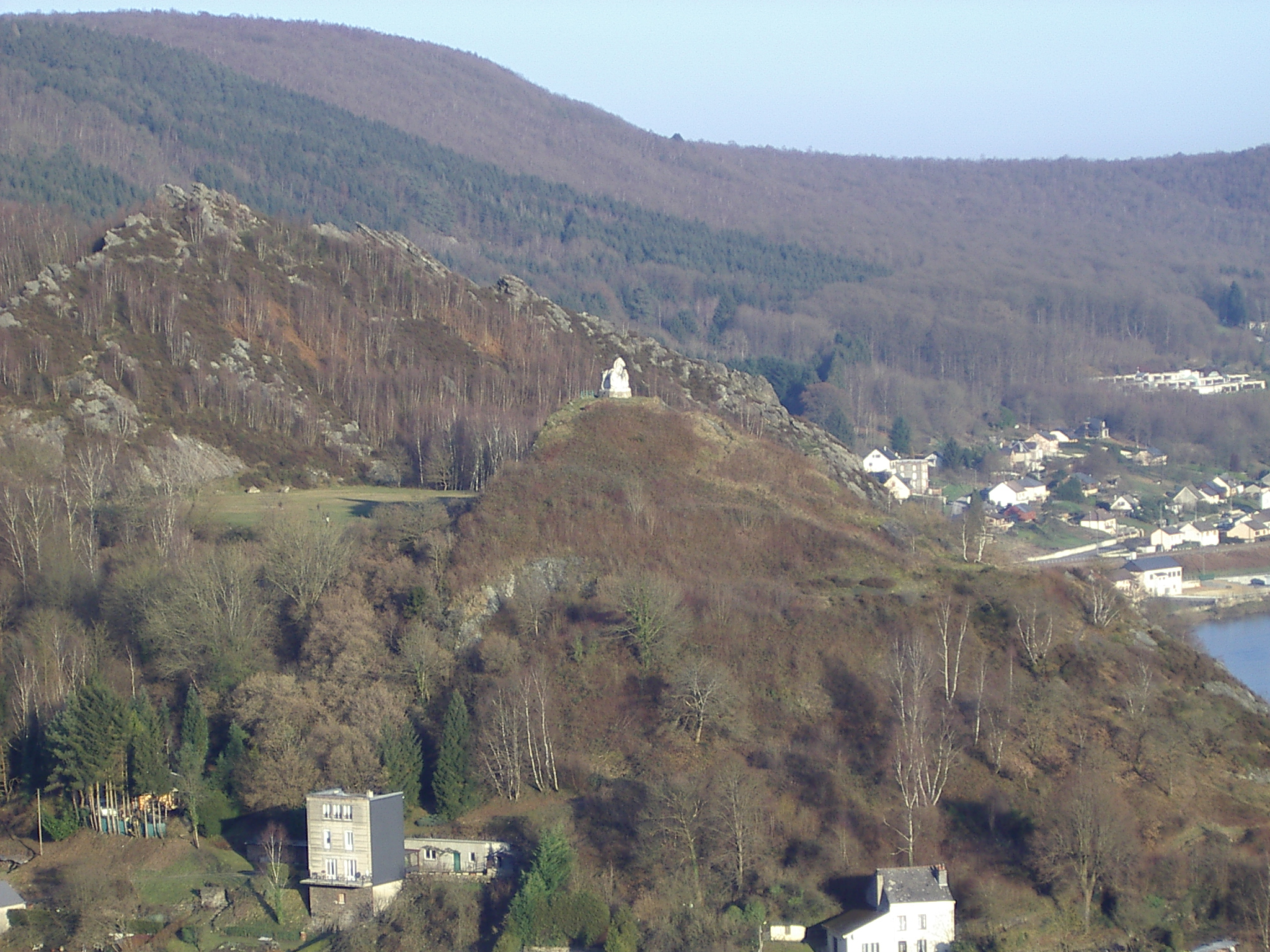
Les Quatre fils Aymon et le cheval Bayard.
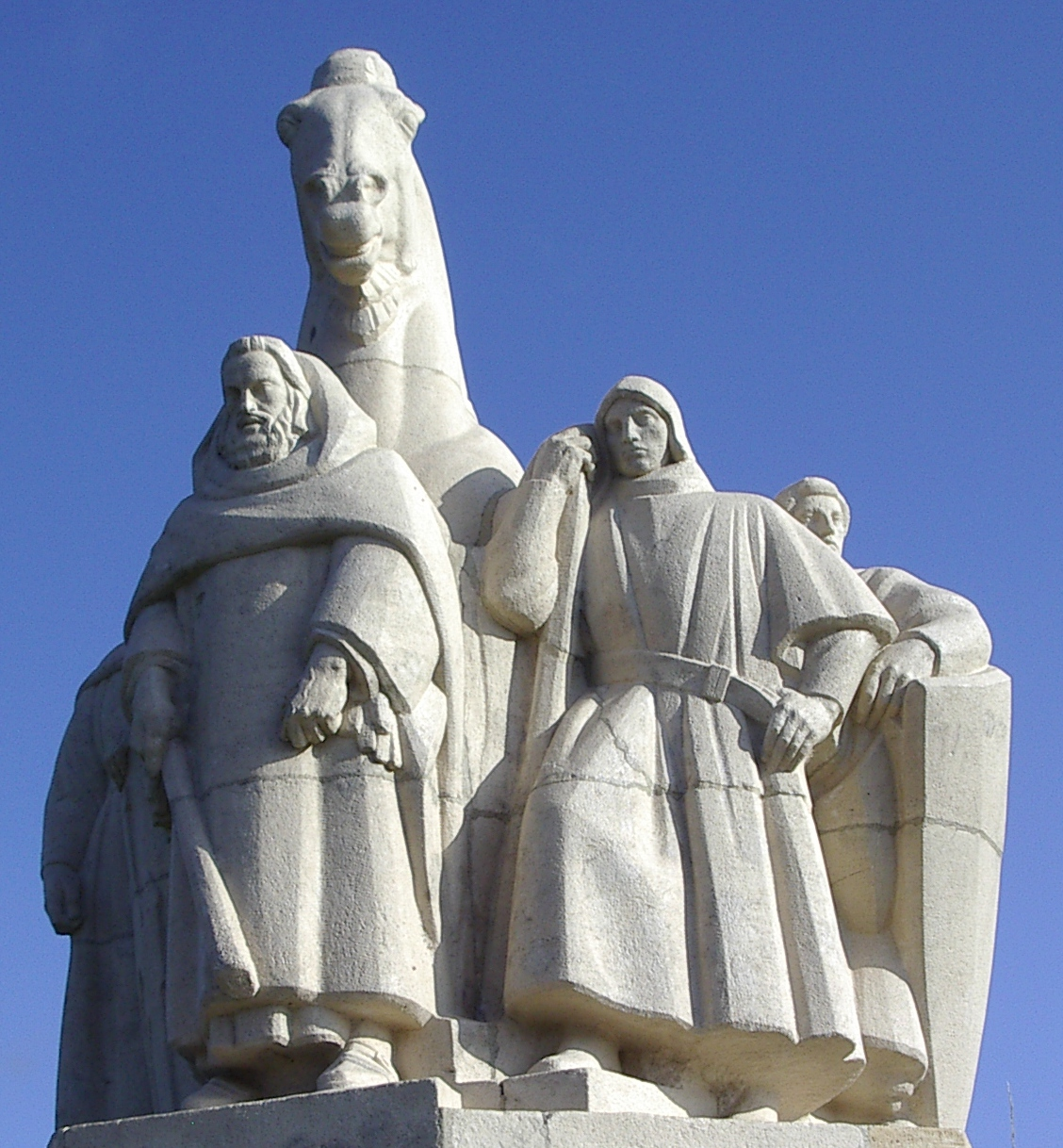
Statue du cheval Bayard
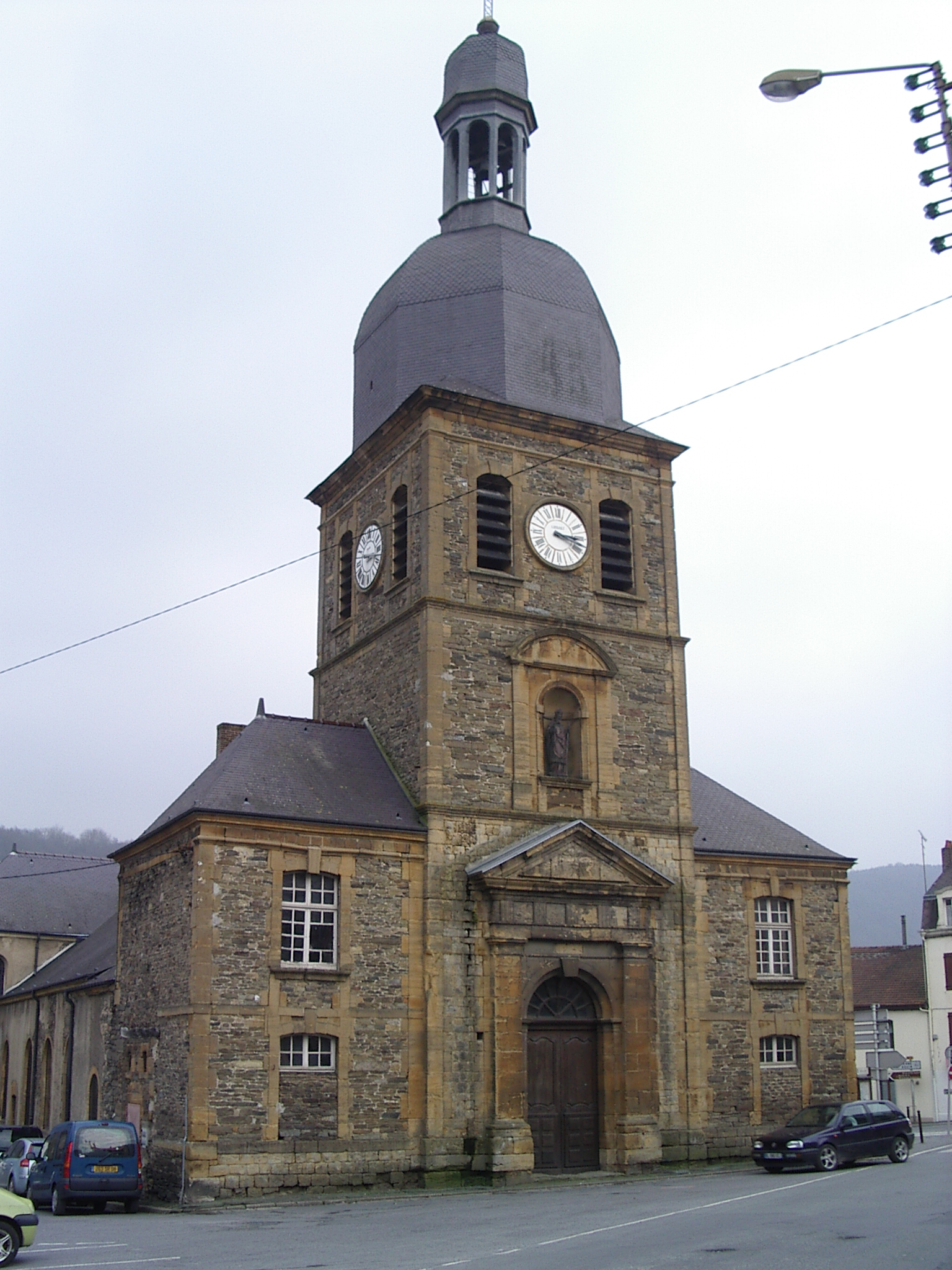
Collégiale Saint-Vivent de Braux.
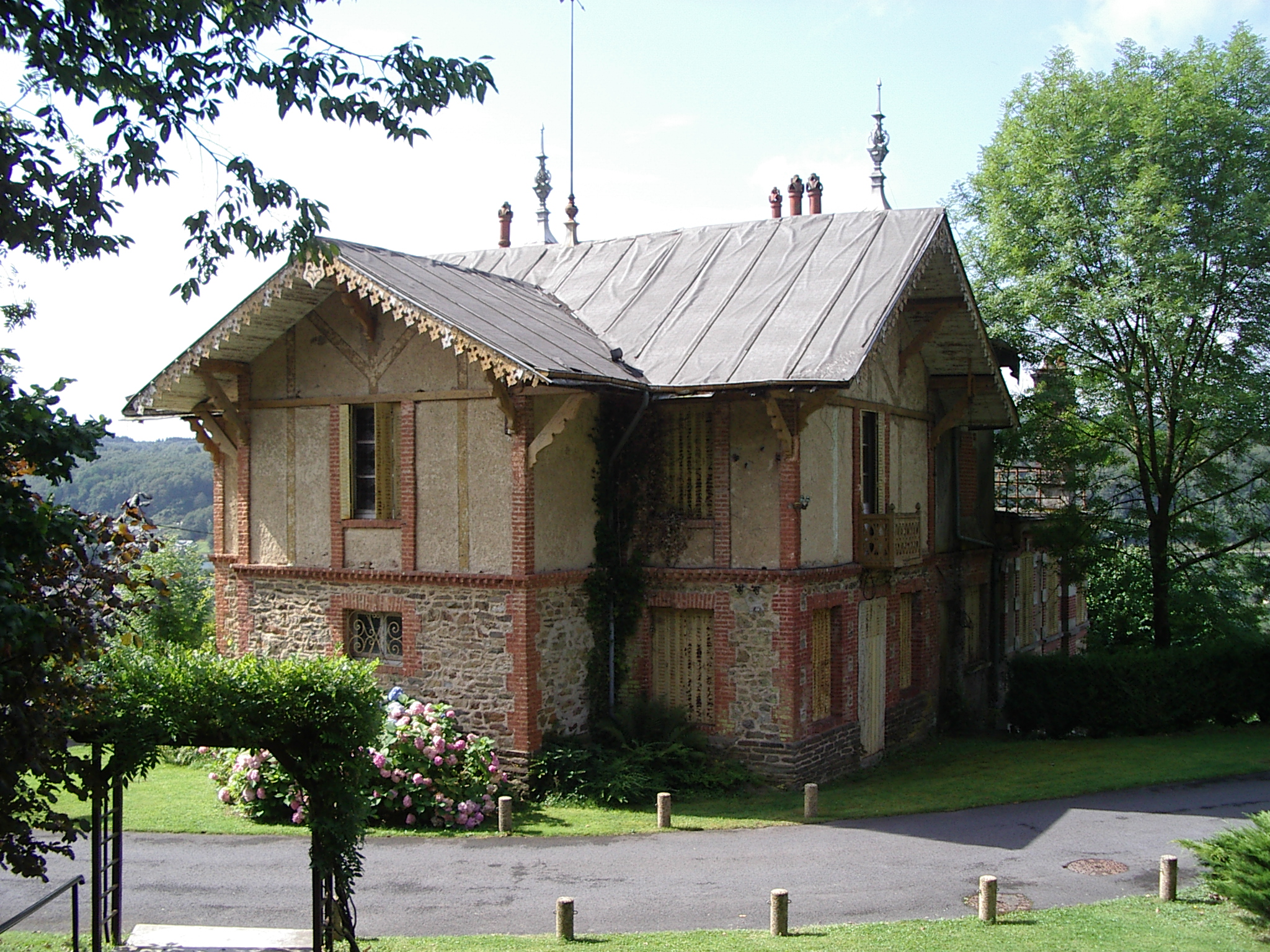
Maison dite Château Marcadet.
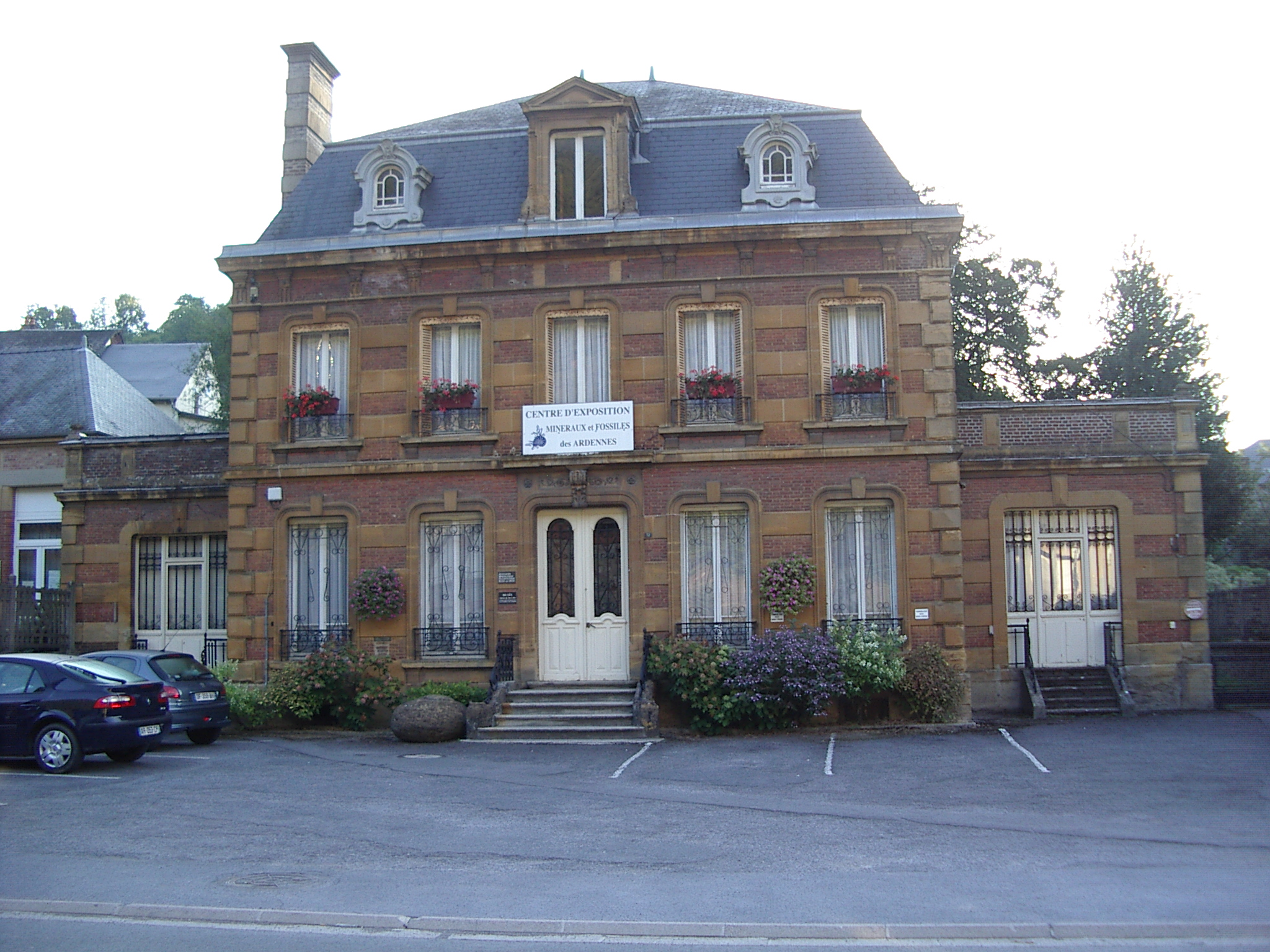
Musée des minéraux et fossiles.

### Personnalités liées à la commune
- Jean-Baptiste Migeon (1768-1845), né à Braux, député de 1827 à 1830 (opposition), maire de Mézières.
- Albert Gérard (1861-1943), maître de forges et homme politique, sénateur des Ardennes de 1903 à 1930.
- Jean Rogissart (1894-1961), écrivain né à Braux.
- Maurice Blin (1922-2016), ancien sénateur de la Ve République, né à Levrézy.
- Annie Fortems, pionnière du football féminin, née à Chateau-Regnault en 1955.
- Angelo Pavone, résistant, mort en action le 2 septembre 1944 à Château-Regnault[64].
- Maurice Louis (1895-1943), ouvrier de la métallurgie puis de l'alimentation, maire de Château-Regnault (1938-1940), mort en déportation à Oranienburg[65].

### Héraldique
| Blason de Bogny-sur-Meuse | Blason  | D'azur aux trois fleurs de lys d'or, au bâton péri de gueules en bande, au chef cousu du même, chargé de trois annelets entrelacés d'argent, rangés en fasce. |
| Blason de Bogny-sur-Meuse | Détails | Adopté le 1er janvier 1967 lors de la fusion des trois communes : Braux, Château-Regnault et Levrézy.                                                         |

## Pour approfondir